# Johannes van der Vegte
Johannes Albertinus van der Vegte (16 de diciembre de 1892-15 de marzo de 1945) fue un deportista neerlandés que compitió en remo. Ganó tres medallas en el Campeonato Europeo de Remo, en los años 1921 y 1925.

## Palmarés internacional
| Campeonato Europeo | Campeonato Europeo       | Campeonato Europeo | Campeonato Europeo |
| Año                | Lugar                    | Medalla            | Prueba             |
| ------------------ | ------------------------ | ------------------ | ------------------ |
| 1921               | Ámsterdam (Países Bajos) | Medalla de bronce  | Dos con timonel    |
| 1925               | Praga (Checoslovaquia)   | Medalla de plata   | Dos sin timonel    |
| 1925               | Praga (Checoslovaquia)   | Medalla de plata   | Cuatro sin timonel |